# Rząd Miloša Zemana
 Rząd Miloša Zemana – rząd Czech pod kierownictwem Miloša Zemana, powołany i zaprzysiężony 22 lipca 1998, składający się z przedstawicieli Czeskiej Partii Socjaldemokratycznej. Urzędował do 12 lipca 2002.

## Skład rządu
| Stanowisko                                                                                      | Minister        | Ugrupowanie | Okres urzędowania                      |
| ----------------------------------------------------------------------------------------------- | --------------- | ----------- | -------------------------------------- |
| Premier                                                                                         | Miloš Zeman     | ČSSD        | 22 lipca 1998 – 12 lipca 2002          |
| Pierwszy wicepremier Minister pracy i spraw socjalnych                                          | Vladimír Špidla | ČSSD        | 22 lipca 1998 – 12 lipca 2002          |
| Wicepremier                                                                                     | Jan Kavan       | ČSSD        | 10 grudnia 1999 – 12 lipca 2002        |
| Wicepremier                                                                                     | Miroslav Grégr  | ČSSD        | 30 maja 2001 – 12 lipca 2002           |
| Wicepremier ds. koordynacji pracy ministerstw: spraw zagranicznych, spraw wewnętrznych i obrony | Egon Lánský     | ČSSD        | 22 lipca 1998 – 1 grudnia 1999         |
| Wicepremier                                                                                     | Pavel Mertlík   | ČSSD        | 22 lipca 1998 – 12 kwietnia 2001       |
| Wicepremier Przewodniczący Rady Legislacyjnej                                                   | Pavel Rychetský | ČSSD        | 22 lipca 1998 – 12 lipca 2002          |
| Minister spraw zagranicznych                                                                    | Jan Kavan       | ČSSD        | 22 lipca 1998 – 12 lipca 2002          |
| Minister przemysłu i handlu                                                                     | Miroslav Grégr  | ČSSD        | 22 lipca 1998 – 12 lipca 2002          |
| Minister spraw wewnętrznych                                                                     | Václav Grulich  | ČSSD        | 22 lipca 1998 – 4 kwietnia 2000        |
| Minister spraw wewnętrznych                                                                     | Stanislav Gross | ČSSD        | 4 kwietnia 2000 – 12 lipca 2002        |
| Minister rozwoju regionalnego                                                                   | Jaromír Císař   | ČSSD        | 22 lipca 1998 – 26 kwietnia 2000       |
| Minister rozwoju regionalnego                                                                   | Petr Lachnit    | ČSSD        | 26 kwietnia 2000 – 12 lipca 2002       |
| Minister transportu                                                                             | Antonín Peltrám | ČSSD        | 22 lipca 1998 – 26 kwietnia 2000       |
| Minister transportu i komunikacji                                                               | Jaromír Schling | ČSSD        | 26 kwietnia 2000 – 12 lipca 2002       |
| Minister środowiska                                                                             | Miloš Kužvart   | ČSSD        | 22 lipca 1998 – 12 lipca 2002          |
| Minister sprawiedliwości                                                                        | Otakar Motejl   | bezpartyjny | 1 sierpnia 1998 – 16 października 2000 |
| Minister sprawiedliwości                                                                        | Jaroslav Bureš  | bezpartyjny | 2 lutego 2001 – 12 lipca 2002          |
| Minister finansów                                                                               | Ivo Svoboda     | ČSSD        | 22 lipca 1998 – 20 lipca 1999          |
| Minister finansów                                                                               | Pavel Mertlík   | ČSSD        | 21 lipca 1999 – 12 kwietnia 2001       |
| Minister finansów                                                                               | Jiří Rusnok     | ČSSD        | 13 kwietnia 2001 – 12 lipca 2002       |
| Minister zdrowia                                                                                | Ivan David      | ČSSD        | 22 lipca 1998 – 9 grudnia 1999         |
| Minister zdrowia                                                                                | Bohumil Fišer   | ČSSD        | 9 grudnia 1999 – 12 lipca 2002         |
| Minister szkolnictwa, młodzieży i sportu                                                        | Eduard Zeman    | ČSSD        | 22 lipca 1998 – 12 lipca 2002          |
| Minister kultury                                                                                | Pavel Dostál    | ČSSD        | 22 lipca 1998 – 12 lipca 2002          |
| Minister rolnictwa                                                                              | Jan Fencl       | ČSSD        | 22 lipca 1998 – 12 lipca 2002          |
| Minister obrony                                                                                 | Vladimír Vetchý | ČSSD        | 22 lipca 1998 – 4 maja 2001            |
| Minister obrony                                                                                 | Jaroslav Tvrdík | ČSSD        | 4 maja 2001 – 12 lipca 2002            |
| Minister bez teki                                                                               | Jaroslav Bašta  | ČSSD        | 22 lipca 1998 – 23 marca 2000          |
| Minister bez teki Kierownik Urzędu Rządu Republiki Czeskiej                                     | Karel Březina   | ČSSD        | 23 marca 2000 – 12 lipca 2002          |